# Børneavisen
Børneavisen er en landsdækkende ugeavis målrettet børn mellem 9 og 12 år. Den udgives af JP/Politikens Hus, og første udgave kom på gaden 11. september 2018. Den bliver solgt både i abonnement og løssalg. Ved lanceringen blev Børneavisen godt modtaget af andre mediers anmeldere.
Ansvarshavende chefredaktør og direktør for Børneavisen har siden lanceringen været Louise Abildgaard Grøn, som tidligere har haft ansvaret for skoleaktiviteter i JP/Politikens Hus.
Børneavisen har til formål at sikre faktabaseret samfundsoplysning til børn i en tid, med fake news og hvor børnene primært får deres informationer fra sociale medier.  Den publicistiske mission er at bidrage til børns demokratiske og sociale dannelse, som ofte er under pres i takt med den stigende skærmtid. Indholdet i avisen skrives ud fra principperne i konstruktiv journalistik. Børneavisen bringer ofte nyheder, der også kan findes i voksenaviser, men som forklares og gøres forståelige for børn.

Børneavisens redaktion holder til i Jyllands-Postens mediehus på havnen i Aarhus.

## Indhold
Indholdet i avisen spænder bredt fra aktuelle nyheder til historiske baggrundhistorier, portrætter af kendte danskere og underholdning i form af quizzer, vitser og tegneserier. Hver uge bringes desuden en opskrift på avisens bagside, som vejleder børn i målgruppen i at lave mad på egen hånd. I september 2020 udgiver Børneavisen i samarbejde med Politikens Forlag en kogebagebog med et udvalg af opskrifter fra avisen. 
Avisens opbygning bærer præg af store billeder og illustrationer, der er med til at underbygge det skrevne ord og gøre det mere forståeligt for børn.

## Format
Børneavisen udgives som en 24-siders printavis i et særligt 206x370-format, som er lidt mindre end et tabloidformat. Avisen trykkes på særligt tykt papir og på et magasintryk, der får billeder og farver til at stå klart frem. Det gøres for at kunne stå bedre i konkurrencen med computere og tablets.